# التعليم في الاتحاد السوفيتي
كان التعليم في الاتحاد السوفييتي مضمونًا كحق دستوري لجميع الناس، ويتم توفيره من خلال المدارس والجامعات الحكومية. أصبح نظام التعليم الذي نشأ بعد تأسيس الاتحاد السوفييتي عام ١٩٢٢م مشهورًا عالميًا بنجاحاته في القضاء على الأمية وإعداد مواطنين متعلمين تعليماً عالياً.  كان من مزاياه إتاحة الوصول الكامل لجميع المواطنين وتوفير فرص العمل بعد التعليم. أدرك الاتحاد السوفييتي أن أساس نظامه يعتمد على السكان المتعلمين والتطوير في المجالات الواسعة للهندسة والعلوم الطبيعية وعلوم الحياة والعلوم الاجتماعية ، إلى جانب التعليم الأساسي.

## تاريخ
في الإمبراطورية الروسية ، وفقًا لتعداد السكان عام 1897م، شكل الأشخاص المتعلمون نسبة 28.4% من السكان . لم تكن سوى 13% من النساء متعلمات.
في العام الأول بعد الثورة البلشفية عام 1917م، تُركت المدارس لحالها الخاص بسبب الحرب الأهلية المُستمرة من عام 1917م إلى عام 1923م. وجهت مفوضية الشعب للتعليم اهتمامها فقط نحو إدخال الدعاية السياسية في المدارس ومنع التعليم الديني. في خريف عام 1918م صدرت لوائح المدارس العُمالية الموحدة لجمهورية روسيا الاتحادية الاشتراكية السوفييتية.  اعتبارًا من 1 أكتوبر 1918، أصبحت جميع أنواع المدارس تابعة لمفوضية التعليم وتم تسميتها باسم "مدرسة العمل الموحدة". تم تقسيمها إلى مستويين: الأول للأطفال من 8 إلى 13 سنة، والثاني للأطفال من 14 إلى 17 سنة. خلال المؤتمر الثامن للحزب في مارس 1919، قيل إن إنشاء نظام تعليمي اشتراكي جديد كان الهدف الرئيسي للحكومة السوفييتية .  بعد ذلك، خضعت السياسة المدرسية السوفييتية لتغييرات جذرية عديدة.

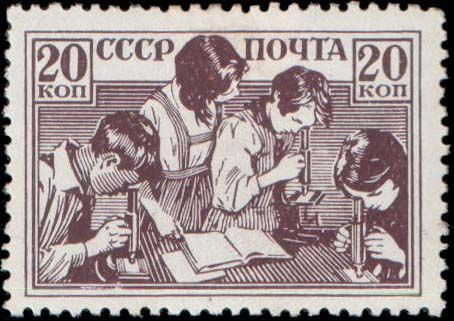
طابع بريدي من الاتحاد السوفييتي عام 1938م يصور أطفالًا في درس الأحياء.

في عام 1923م تم اعتماد قانون مدرسي جديد ومناهج دراسية جديدة، بناءً على خطة دالتون.  تم تقسيم المدارس إلى ثلاثة أنواع مُنفصلة، تم تحديدها حسب عدد سنوات التدريس: مدارس "أربع سنوات"، و"سبع سنوات"، و"تسع سنوات". كانت المدارس الثانوية التي تمتد الدراسة فيها لسبع وتسع سنوات قليلة، مقارنة بالمدارس الابتدائية التي تمتد الدراسة فيها لأربع سنوات، مما جعل من الصعب على التلاميذ إكمال تعليمهم الثانوي. كان لأولئك الذين أنهوا الدراسة في المدارس التي استمرت سبع سنوات الحق في دخول مدرسة مهنية.
في سبعينيات وثمانينيات القرن العشرين، كان حوالي 99.7% من الشعب السوفييتي متعلمين.